# Thatched House Lodge
La Thatched House Lodge és la residència de la princesa Alexandra de Kent a la població de Richmond upon Thames, a l'espai metropolità de Londres.
La casa principal està formada per sis habitacions, sis espais de recepció i una propietat de 16.000 m². El jardí inclou dues petites cases d'estiu de dues habitacions cada una. L'any 1963 Sir Angus Ogilvy comprà la casa a la Corona per establir-s'hi amb la seva muller, la princesa Alexandra de Kent, filla del príncep Jordi del Regne Unit i de la princesa Marina de Grècia. Des de 1963 la casa ha sigut la residència de la família Ogilvy.
Construïda l'any 1673, fou engrandida l'any 1727 per Hugh Walpole, fill de Sir Robert. Les dues cases foren ocupades per Sir John Soane a partir de l'any 1771. A partir del segle xix la casa romangué vinculada a diversos membre de la Casa Reial. Diversos membres del servei de la reina Victòria I del Regne Unit i del rei Jordi VI del Regne Unit habitaren la casa i inclús fou la residència londinenca del General Eisenhower durant la Segona Guerra Mundial.